# Akialoa de Kauai
L'akialoa de Kauai (Akialoa stejnegeri) és un ocell extint de la família dels fringíl·lids (Fringillidae).

## Hàbitat i distribució
Habitava els boscos de les muntanyes de l'illa de Kauai, a les Hawaii orientals.